# Ruhollah Khomeini
Sayyid Ruhollah Musavi Khomeini (tiếng Ba Tư: روح‌ الله خمینی, đã Latinh hoá: Ruhollâh Xomeyni, phát âm tiếng Ba Tư: [ɾuːholˈlɒːhe xomejˈniː]; 24 tháng 9 năm 1902 – 3 tháng 6 năm 1989) là một nhà lãnh đạo tôn giáo và chính trị gia người Iran, người lãnh đạo cuộc Cách mạng Iran 1979 trong đó chứng kiến sự lật đổ của Mohammad Reza Pahlavi, vị Shah cuối cùng của Iran. Sau cuộc cách mạng và một cuộc trưng cầu dân ý toàn quốc, Khomeini trở thành Lãnh đạo Tối cao của Iran - một vị trí có quyền lực tối cao cả về chính trị lẫn tôn giáo của quốc gia được hiến pháp đặt ra, cho tới khi ông qua đời. Ông còn được gọi là Ayatollah Khomeini, trong Hồi giáo Shia Ayatollah hay là Marjaʿ (tiếng Ả Rập: مرجع) là người có thẩm quyền để thực hiện các quyết định pháp lý trong phạm vi của luật Hồi giáo cho tín đồ và giáo sĩ.
Là người được hàng triệu người dân Iran tôn trọng , cả lần trở về của ông từ cuộc lưu đày hay đám tang của ông đều là những sự kiện lớn của quốc gia với hàng triệu người tham dự. Ở nước ngoài, ông được biết nhiều vì sự ủng hộ những người bắt cóc con tin trong suốt cuộc Khủng hoảng Con tin Iran  và lời kêu gọi fatwa (bản án) cho cái chết của công dân Anh Salman Rushdie . Khomeini được tạp chí Time bầu là nhân vật của năm năm 1979 .

## Đầu đời
Ruhollah Khomeini xuất thân từ một dòng dõi chủ sở hữu đất nhỏ, giáo sĩ và thương gia. Tổ tiên của ông đã di cư vào cuối thế kỷ 18 từ quê hương ban đầu của họ ở Nishapur, tỉnh Khorasan, phía đông bắc Iran, trong một thời gian ngắn, đến Vương quốc Awadh, một vùng thuộc bang Uttar Pradesh, Ấn Độ ngày nay. những người cai trị là người Hồi giáo Twelver Shia có nguồn gốc từ Ba Tư. Trong thời gian cai trị, họ đã mời và tiếp nhận rộng rãi một lượng lớn các học giả, nhà thơ, luật gia, kiến trúc sư và họa sĩ người Ba Tư. Cuối cùng gia đình định cư tại thị trấn nhỏ Kintoor, gần Lucknow, thủ đô của Awadh. Ông nội của Ayatollah Khomeini, Seyyed Ahmad Musavi Hindi, sinh ra ở Kintoor. Ông rời Lucknow vào năm 1830, trong một chuyến hành hương đến lăng mộ của Ali ở Najaf, Ottoman Iraq (nay là Iraq) và không bao giờ quay trở lại. Theo Moin, cuộc di cư này là để thoát khỏi sự bành trướng của quyền lực Anh ở Ấn Độ. Năm 1834, Seyyed Ahmad Musavi Hindi đến thăm Ba Tư, và năm 1839, ông định cư ở Khomein. Mặc dù ông[ ở lại và định cư ở Iran, nhưng anh ấy vẫn tiếp tục được biết đến với cái tên Hindi, cho thấy anh ấy đã ở lại Ấn Độ, và Ruhollah Khomeini thậm chí còn sử dụng Hindi làm bút danh trong một số tác phẩm ghazals của mình. Ông nội của Khomeini, Mirza Ahmad Mojtahed-e Khonsari là giáo sĩ ban hành fatwa cấm sử dụng Thuốc lá trong cuộc Biểu tình Thuốc lá.

### Thời thơ ấu
Theo giấy khai sinh của mình, Ruhollah Musavi Khomeini, tên đầu tiên có nghĩa là "linh hồn của Chúa", sinh ngày 17 tháng 5 năm 1900 tại Khomeyn, tỉnh Markazi mặc dù anh trai của ông là Mortaza (sau này được gọi là Ayatollah Pasandideh) khai sinh ngày 24 tháng 9 năm 1902 , ngày kỷ niệm ngày sinh của con gái Muhammad, Fatima. Ông được mẹ là Hajieh Agha Khanum và dì Sahebeth nuôi nấng sau khi cha ông là Mustapha Musavi bị sát hại hơn hai năm sau khi ông chào đời vào năm 1903.
Ruhollah bắt đầu học kinh Qur'an và tiếng Ba Tư sơ cấp khi mới 6 tuổi. Năm sau, anh ấy bắt đầu theo học tại một trường học địa phương, nơi anh ấy học về tôn giáo, noheh khani (ca khúc ngâm thơ) và các môn học truyền thống khác. Trong suốt thời thơ ấu của mình, anh tiếp tục học tôn giáo với sự giúp đỡ của những người thân, bao gồm cả anh họ của mẹ anh, Ja'far, và anh trai của anh, Morteza Pasandideh.

## Học tập và giảng dạy
Sau Chiến tranh thế giới thứ nhất, người ta sắp xếp để anh theo học tại chủng viện Hồi giáo ở Isfahan, nhưng thay vào đó, anh lại bị thu hút bởi chủng viện ở Arak. Ông được đặt dưới sự lãnh đạo của Ayatollah Abdolkarim Haeri Yazdi. Năm 1920, Khomeini chuyển đến Arak và bắt đầu việc học của mình. Năm sau, Ayatollah Haeri Yazdi chuyển đến trường dòng Hồi giáo ở thánh địa Qom, phía tây nam Tehran, và mời các học trò của mình đi theo. Khomeini nhận lời mời, chuyển đến và cư trú tại trường Dar al-Shafa ở Qom. Các nghiên cứu của Khomeini bao gồm luật Hồi giáo (sharia) và luật học (fiqh), nhưng vào thời điểm đó, Khomeini cũng quan tâm đến thơ ca và triết học (irfan). Vì vậy, khi đến Qom, Khomeini đã tìm kiếm sự hướng dẫn của Mirza Ali Akbar Yazdi, một học giả về triết học và chủ nghĩa thần bí. Yazdi mất năm 1924, nhưng Khomeini vẫn tiếp tục theo đuổi sở thích triết học cùng với hai người thầy khác là Javad Aqa Maleki Tabrizi và Rafi'i Qazvini. Tuy nhiên, có lẽ ảnh hưởng lớn nhất của Khomeini là một người thầy khác, Mirza Muhammad 'Ali Shahabadi, và nhiều nhà thần bí Sufi lịch sử, bao gồm Mulla Sadra và Ibn Arabi.

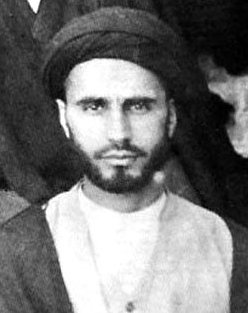
Khomeini lúc trẻ

Khomeini nghiên cứu triết học Hy Lạp cổ đại và bị ảnh hưởng bởi cả triết học của Aristotle, người mà ông coi là người sáng lập logic, và Plato, người có quan điểm "trong lĩnh vực thần thánh" mà ông coi là "nghiêm trọng và vững chắc". Trong số các triết gia Hồi giáo, Khomeini chủ yếu chịu ảnh hưởng của Avicenna và Mulla Sadra.
Ngoài triết học, Khomeini quan tâm đến văn học và thơ ca. Tập thơ của ông đã được phát hành sau khi ông qua đời. Bắt đầu từ những năm niên thiếu, Khomeini đã sáng tác thơ thần bí, chính trị và xã hội. Các tác phẩm thơ của ông đã được xuất bản trong ba tuyển tập: The Confidant, The Decanter of Love và Turn Point, và Divan. Kiến thức về thơ của ông càng được chứng thực bởi nhà thơ hiện đại Nader Naderpour (1929–2000), người "đã dành nhiều giờ trao đổi thơ với Khomeini vào đầu những năm 1960". Naderpour nhớ lại: "Chúng tôi ngâm thơ trong bốn giờ đồng hồ. Mỗi dòng tôi ngâm thơ của nhà thơ nào, anh ấy ngâm thơ tiếp theo."
Ruhollah Khomeini là giảng viên tại các chủng viện Najaf và Qom trong nhiều thập kỷ trước khi ông được biết đến trên chính trường. Ông sớm trở thành một học giả hàng đầu của đạo Hồi Shia. Ông dạy triết học chính trị, lịch sử Hồi giáo và đạo đức. Một số học trò của ông - ví dụ, Morteza Motahhari - sau này trở thành nhà triết học Hồi giáo hàng đầu và cũng là marja'. Là một học giả và giáo viên, Khomeini đã viết nhiều bài viết về triết học, luật pháp và đạo đức Hồi giáo. Anh ấy tỏ ra đặc biệt quan tâm đến các môn học như triết học và thuyết thần bí, những môn học không những thường không có trong chương trình giảng dạy của các chủng viện mà còn thường là đối tượng của sự thù địch và nghi ngờ.
Bắt đầu sự nghiệp giảng dạy của mình ở tuổi 27 bằng cách đưa ra những bài học riêng về irfan và Mulla Sadra cho một nhóm kín, cùng khoảng thời gian đó, vào năm 1928, ông cũng phát hành ấn phẩm đầu tiên của mình, Sharh Du'a al-Sahar (Bình luận về Du 'a al-Baha), "một bài bình luận chi tiết, bằng tiếng Ả Rập, về lời cầu nguyện được đọc trước bình minh trong tháng Ramadan của Imam Ja'far al-Sadiq", vài năm sau đó được tiếp theo bởi Sirr al-Salat (Bí mật của lời cầu nguyện) , nơi "các chiều kích biểu tượng và ý nghĩa bên trong của mọi phần của lời cầu nguyện, từ phần rửa tội trước đó cho đến phần kết luận của lời cầu nguyện, được giải thích bằng một ngôn ngữ phong phú, phức tạp và hùng hồn nhờ nhiều vào các khái niệm và thuật ngữ của Ibn 'Arabi. Như Sayyid Fihri, biên tập viên và dịch giả của Sirr al-Salat, đã nhận xét, tác phẩm chỉ dành cho những người ưu tú nhất trong giới tinh hoa (akhass-i khavass) và coi tác giả của nó là một trong số họ." Cuốn sách thứ hai đã được dịch bởi Sayyid Amjad Hussain Shah Naqavi và được phát hành bởi BRILL vào năm 2015, với tựa đề "Bí ẩn của lời cầu nguyện: Sự thăng thiên của những người lữ hành và lời cầu nguyện của những người ngộ đạo được lưu trữ vào ngày 6 tháng 7 năm 2017 tại Wayback Machine".

### Khía cạnh chính trị
Việc giảng dạy ở trường dòng của ông thường tập trung vào tầm quan trọng của tôn giáo đối với các vấn đề chính trị và xã hội thực tiễn đương thời, và ông đã chống lại chủ nghĩa thế tục vào những năm 1940. Cuốn sách chính trị đầu tiên của ông, Kashf al-Asrar (Khám phá những bí mật) xuất bản năm 1942, là sự bác bỏ từng điểm một của việc bán Asrar-e hezar (Bí mật của một nghìn năm), một tiểu luận được viết bởi một đệ tử của nhà chống đối hàng đầu của Iran. -nhà sử học, Ahmad Kasravi, cũng như lên án những đổi mới như múi giờ quốc tế, [không cần nguồn chính] và lệnh cấm khăn trùm đầu của Reza Shah. Ngoài ra, ông đã đi từ Qom đến Tehran để lắng nghe Ayatullah Hasan Mudarris, lãnh đạo phe đối lập chiếm đa số trong quốc hội Iran trong những năm 1920. Khomeini trở thành một marja' vào năm 1963, sau cái chết của Grand Ayatollah Seyyed Husayn Borujerdi.
Khomeini cũng đánh giá cao lý tưởng của những người theo đạo Hồi như Sheikh Fazlollah Noori và Abol-Ghasem Kashani. Khomeini coi Fazlollah Nuri là một "nhân vật anh hùng", và sự phản đối của chính ông đối với chủ nghĩa hợp hiến và một chính phủ thế tục bắt nguồn từ sự phản đối của Nuri đối với hiến pháp năm 1907.

## Hoạt động chính trị

### Bối cảnh

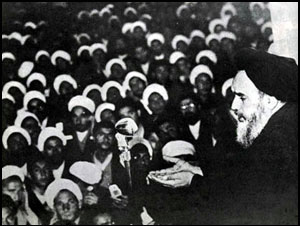
Khomeini diễn thuyết chống lại vua Shah tại Qom, năm 1964

Hầu hết người Iran có sự kính trọng sâu sắc đối với các giáo sĩ Shi'a hay Ulama, và có xu hướng tôn giáo, truyền thống, và xa lánh quá trình Tây phương hóa do Shah theo đuổi. [cần dẫn nguồn] Vào cuối thế kỷ 19, các giáo sĩ đã thể hiện mình là một lực lượng chính trị mạnh mẽ ở Iran khởi xướng Cuộc biểu tình thuốc lá chống lại sự nhượng bộ đối với lợi ích nước ngoài (Anh).
Ở tuổi 61, Khomeini nhận thấy đấu trường lãnh đạo rộng mở sau cái chết của Ayatollah Sayyed Husayn Borujerdi (1961), lãnh đạo tôn giáo Shi'ah hàng đầu, mặc dù đã im lặng; và Ayatollah Abol-Ghasem Kashani (1962), một giáo sĩ hoạt động. Giai cấp giáo sĩ đã ở thế phòng thủ kể từ những năm 1920 khi nhà hiện đại hóa thế tục, chống giáo sĩ Reza Shah Pahlavi lên nắm quyền. Con trai của Reza, Mohammad Reza Shah, đã tiến hành "Cách mạng Trắng", đây là một thách thức lớn hơn nữa đối với Ulama.

### Phản đối Cách mạng Trắng
Vào tháng 1 năm 1963, Shah công bố "Cách mạng trắng", một chương trình cải cách sáu điểm kêu gọi cải cách ruộng đất, quốc hữu hóa rừng, bán doanh nghiệp nhà nước cho tư nhân, thay đổi bầu cử để trao quyền cho phụ nữ và cho phép phụ nữ không người Hồi giáo giữ chức vụ, chia sẻ lợi nhuận trong công nghiệp và chiến dịch xóa mù chữ trong các trường học của quốc gia. Một số sáng kiến này bị coi là nguy hiểm, đặc biệt là bởi Shi'a ulama (học giả tôn giáo) quyền lực và đặc quyền, và là xu hướng Tây hóa của những người theo chủ nghĩa truyền thống. Khomeini coi chúng là "một cuộc tấn công vào Hồi giáo". Ayatollah Khomeini đã triệu tập một cuộc họp gồm các marja cấp cao khác của Qom và thuyết phục họ ra sắc lệnh tẩy chay cuộc trưng cầu dân ý về Cách mạng Trắng. Vào ngày 22 tháng 1 năm 1963, Khomeini đưa ra một tuyên bố với lời lẽ mạnh mẽ lên án cả Shah và kế hoạch cải cách của ông ta. Hai ngày sau, Shah đưa một cột bọc thép đến Qom, và đọc một bài phát biểu công kích gay gắt các ulama với tư cách là một giai cấp.
Khomeini tiếp tục tố cáo các chương trình của Shah, ban hành một bản tuyên ngôn có chữ ký của tám học giả tôn giáo Shia cấp cao khác. Tuyên ngôn của Khomeini lập luận rằng Shah đã vi phạm hiến pháp theo nhiều cách khác nhau, ông lên án sự lan rộng của sự băng hoại đạo đức trong nước, và cáo buộc Shah phục tùng Hoa Kỳ và Israel. Ông cũng ra lệnh rằng lễ kỷ niệm Nowruz cho năm 1342 của Iran (nhằm vào ngày 21 tháng 3 năm 1963) bị hủy bỏ như một dấu hiệu phản đối các chính sách của chính phủ.
Vào chiều ngày 'Ashura (3 tháng 6 năm 1963), Khomeini có một bài phát biểu tại trường trung học Feyziyeh, vẽ ra những điểm tương đồng giữa caliph Hồi giáo Sunni Yazid, người được người Shia coi là 'bạo chúa', và Shah, tố cáo Shah là một " người đàn ông khốn khổ, khốn khổ," và cảnh báo anh ta rằng nếu anh ta không thay đổi cách sống của mình thì sẽ có ngày người dân phải tạ ơn vì anh ta đã rời bỏ đất nước.
Vào ngày 5 tháng 6 năm 1963 (15 của Khordad) lúc 3 giờ sáng, hai ngày sau khi công khai tố cáo Shah, Khomeini bị giam giữ tại Qom và chuyển đến Tehran. Sau hành động này, đã có ba ngày bạo loạn lớn trên khắp Iran và cái chết của khoảng 400 người. Sự kiện đó bây giờ được gọi là Phong trào 15 Khordad. Khomeini vẫn bị quản thúc tại gia cho đến tháng 8.

### Phản đối việc đầu hàng
Vào ngày 26 tháng 10 năm 1964, Khomeini lên án cả Shah và Hoa Kỳ. Lần này là để đáp lại "sự đầu hàng" hoặc quyền miễn trừ ngoại giao do Shah cấp cho các quân nhân Mỹ ở Iran. Cái mà Khomeini gọi là luật đầu hàng, trên thực tế là một "thỏa thuận về tình trạng lực lượng", quy định rằng các quân nhân Hoa Kỳ phải đối mặt với cáo buộc hình sự do triển khai ở Iran, sẽ bị xét xử trước một tòa án quân sự của Hoa Kỳ, không phải tòa án Iran. Khomeini bị bắt vào tháng 11 năm 1964 và bị giam nửa năm. Sau khi được trả tự do, Khomeini được đưa đến trước Thủ tướng Hassan Ali Mansur, người đã cố gắng thuyết phục ông xin lỗi vì những lời lẽ gay gắt của mình và tiếp tục, chấm dứt sự phản đối của ông đối với Shah và chính phủ của ông. Khi Khomeini từ chối, Mansur đã tát vào mặt anh ta trong cơn thịnh nộ. Hai tháng sau, Mansur bị ám sát trên đường đến nghị viện. Bốn thành viên của Fadayan-e Islam, một lực lượng dân quân Shia có thiện cảm với Khomeini, sau đó đã bị xử tử vì tội giết người.

## Cuộc sống lưu vong
Khomeini đã sống lưu vong hơn 14 năm, chủ yếu ở thành phố linh thiêng Najaf của Iraq. Ban đầu, ông được gửi đến Thổ Nhĩ Kỳ vào ngày 4 tháng 11 năm 1964, nơi ông ở lại Bursa trong nhà của Đại tá Ali Cetiner của Cục Tình báo Quân đội Thổ Nhĩ Kỳ. Vào tháng 10 năm 1965, sau chưa đầy một năm, ông được phép chuyển đến Najaf, Iraq, nơi ông ở lại cho đến năm 1978, khi ông bị Phó Tổng thống Saddam Hussein trục xuất. Vào thời điểm này, sự bất mãn với Shah đang trở nên gay gắt và Khomeini đã đến thăm Neauphle-le-Château, một vùng ngoại ô của Paris, Pháp, bằng thị thực du lịch vào ngày 6 tháng 10 năm 1978.
Vào cuối những năm 1960, Khomeini là một marja-e taqlid (hình mẫu để bắt chước) cho "hàng trăm nghìn" người Shia, một trong sáu hình mẫu trong thế giới Shia. Trong khi vào những năm 1940, Khomeini chấp nhận ý tưởng về một chế độ quân chủ hạn chế theo Hiến pháp Ba Tư năm 1906 - bằng chứng là cuốn sách Kashf al-Asrar của ông - thì đến những năm 1970, ông đã bác bỏ ý tưởng này. Đầu năm 1970, Khomeini đã có một loạt bài giảng ở Najaf về chính phủ Hồi giáo, sau đó được xuất bản thành một cuốn sách có tựa đề khác nhau là Chính phủ Hồi giáo hoặc Chính phủ Hồi giáo: Quản trị của Luật gia (Hokumat-e Islami: Velayat-e faqih).
Các bản băng cassette các bài giảng của ông kịch liệt tố cáo Shah là (chẳng hạn) "đặc vụ Do Thái, con rắn Mỹ phải lấy đá đập vỡ đầu", đã trở thành mặt hàng phổ biến ở các chợ của Iran, giúp làm sáng tỏ quyền lực và phẩm giá của Shah và triều đại của ông. Khi Iran trở nên phân cực hơn và phe đối lập cấp tiến hơn, Khomeini "có thể huy động toàn bộ mạng lưới các nhà thờ Hồi giáo ở Iran", cùng với các tín đồ ngoan đạo, các cuộc tụ họp thường xuyên của họ, các nhà lãnh đạo Mullah cho đến nay vẫn hoài nghi, và được hỗ trợ bởi "hơn 20.000 tài sản và tòa nhà trên khắp Iran. " - một nguồn tài nguyên chính trị mà tầng lớp trung lưu thế tục và những người theo chủ nghĩa xã hội Shiite không thể hy vọng cạnh tranh được. Nhận thức được tầm quan trọng của việc mở rộng cơ sở của mình, Khomeini đã tiếp cận với những người theo chủ nghĩa cải cách Hồi giáo và những kẻ thù thế tục của Shah, những nhóm đã bị đàn áp sau khi ông nắm quyền và củng cố quyền lực.

### Liên hệ với Hoa Kỳ
Theo BBC, liên hệ của Khomeini với Hoa Kỳ "là một phần trong kho tài liệu mới được giải mật của chính phủ Hoa Kỳ—điện tín ngoại giao, bản ghi nhớ chính sách, biên bản cuộc họp". Các tài liệu cho thấy rằng chính quyền Carter đã giúp Khomeini trở lại Iran bằng cách ngăn chặn quân đội Iran tiến hành một cuộc đảo chính quân sự, và Khomeini đã nói với một người Mỹ ở Pháp để chuyển một thông điệp tới Washington rằng "Không nên sợ hãi về dầu mỏ. đúng là chúng tôi sẽ không bán cho Mỹ." The Guardian đã viết rằng họ "không có quyền truy cập vào các tài liệu mới được giải mật và không thể xác minh chúng một cách độc lập", tuy nhiên nó đã xác nhận mối liên hệ của Khomeini với chính quyền Kennedy và những tuyên bố ủng hộ lợi ích của Hoa Kỳ đối với Iran, đặc biệt là dầu mỏ thông qua phân tích của CIA. báo cáo có tiêu đề "Hồi giáo ở Iran".
Theo một nghiên cứu của CIA năm 1980, "vào tháng 11 năm 1963, Ayatollah Khomeini đã gửi một thông điệp tới Chính phủ Hoa Kỳ thông qua [giáo sư Đại học Tehran] Haj Mirza Khalil Kamarei", trong đó ông bày tỏ "rằng ông không phản đối lợi ích của Mỹ ở Iran", " ngược lại, ông ấy cho rằng sự hiện diện của Mỹ là cần thiết như một đối trọng với ảnh hưởng của Liên Xô và có thể cả của Anh".
Theo BBC, "những tài liệu này cho thấy rằng trong quá trình tìm kiếm quyền lực lâu dài của mình, ông ấy [Khomeini] đã linh hoạt về mặt chiến thuật; ông ấy đã sử dụng con bài ôn hòa thậm chí thân Mỹ để nắm quyền kiểm soát nhưng một khi thay đổi xảy ra, ông ấy đã đưa ra một chính sách chống Mỹ". di sản sẽ tồn tại trong nhiều thập kỷ."
Lãnh đạo tối cao Ayatollah Ali Khamenei phủ nhận báo cáo và mô tả các tài liệu là "bịa đặt". Các chính trị gia Iran khác bao gồm Ebrahim Yazdi (người phát ngôn và cố vấn của Khomeini vào thời điểm diễn ra cuộc cách mạng) đã lên án các tài liệu và báo cáo của BBC.

## Lãnh đạo Iran

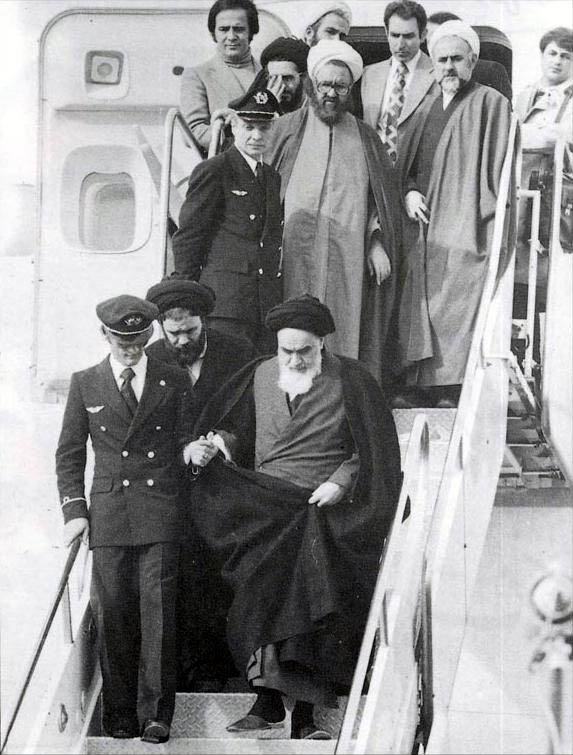
Chuyến đi vào ngày 1 tháng 2 năm 1979. Khi được hỏi về cảm giác trở về sau cuộc sống lưu vong trên máy bay, ông trả lời "Không có "

Khomeini không được phép trở lại Iran dưới triều đại của Shah (vì ông đã sống lưu vong). Vào ngày 16 tháng 1 năm 1979, Shah rời đất nước để điều trị bệnh (bề ngoài là "đi nghỉ"), không bao giờ quay trở lại. Hai tuần sau, vào thứ Năm, ngày 1 tháng 2 năm 1979, Khomeini chiến thắng trở về Iran, được chào đón bởi một đám đông hân hoan (theo ước tính của BBC) lên tới năm triệu người. Trên chuyến bay thuê bao của Air France trở về Tehran, anh được tháp tùng bởi 120 nhà báo, trong đó có ba phụ nữ. Một trong những nhà báo, Peter Jennings, đã hỏi: "Ayatollah, liệu ngài có vui lòng cho chúng tôi biết ngài cảm thấy thế nào khi trở lại Iran?" Khomeini đã trả lời thông qua phụ tá của mình là Sadegh Ghotbzadeh: "Hichi" (Không có gì). Tuyên bố này - đã được thảo luận nhiều vào thời điểm đó và kể từ đó - được một số người coi là phản ánh niềm tin thần bí và sự không chấp trước vào bản ngã của ông. Những người khác coi đó là lời cảnh báo đối với những người Iran hy vọng ông sẽ là một "nhà lãnh đạo theo chủ nghĩa dân tộc chính thống" khiến họ thất vọng. Đối với những người khác, đó là sự phản ánh việc Khomeini không quan tâm đến mong muốn, niềm tin hoặc nhu cầu của người dân Iran.
Tháng 11 năm 1979, hiến pháp mới của nước Cộng hòa Hồi giáo được thông qua trưng cầu dân ý toàn quốc. Bản thân Khomeini đã trở thành Thủ lĩnh Tối cao (Luật gia Giám hộ), và chính thức được gọi là "Lãnh tụ Cách mạng". Ngày 4 tháng 2 năm 1980, Abolhassan Banisadr được bầu làm tổng thống đầu tiên của Iran. Những người chỉ trích phàn nàn rằng Khomeini đã không giữ lời khi cố vấn thay vì cai trị đất nước.

### Cuộc khủng hoảng con tin
Bài chi tiết: Khủng hoảng con tin Iran
Trước khi hiến pháp được thông qua, vào ngày 22 tháng 10 năm 1979, Hoa Kỳ đã tiếp nhận vị vua lưu vong và ốm yếu của quốc vương vào nước này để điều trị bệnh ung thư. Tại Iran, đã có một làn sóng phản đối kịch liệt ngay lập tức, với cả Khomeini và các nhóm cánh tả đều yêu cầu Shah trở về Iran để xét xử và hành quyết.
Vào ngày 4 tháng 11, một nhóm sinh viên đại học Iran tự xưng là Sinh viên Hồi giáo theo đường lối của Imam, đã nắm quyền kiểm soát Đại sứ quán Mỹ ở Tehran, bắt giữ 52 nhân viên đại sứ quán làm con tin trong 444 ngày - một sự kiện được gọi là Cuộc khủng hoảng con tin Iran. Tại Hoa Kỳ, vụ bắt giữ con tin được coi là vi phạm trắng trợn luật pháp quốc tế và làm dấy lên sự tức giận dữ dội cũng như tư tưởng chống Iran.
Ở Iran, việc tiếp quản vô cùng nổi tiếng và nhận được sự ủng hộ của Khomeini với khẩu hiệu "Mỹ không thể làm gì chống lại chúng tôi." Việc chiếm giữ đại sứ quán của một quốc gia mà ông gọi là "Satan vĩ đại" đã giúp thúc đẩy chính nghĩa của chính phủ thần quyền và đánh lừa các chính trị gia và các nhóm nhấn mạnh đến sự ổn định và bình thường hóa quan hệ với các quốc gia khác. Khomeini được cho là đã nói với tổng thống của mình: "Hành động này có nhiều lợi ích... điều này đã đoàn kết nhân dân của chúng ta. Đối thủ của chúng ta không dám hành động chống lại chúng ta. Chúng ta có thể đưa hiến pháp vào cuộc bỏ phiếu của người dân mà không gặp khó khăn gì, và thực hiện nhiệm kỳ tổng thống và bầu cử Quốc hội." Hiến pháp mới đã được thông qua trưng cầu dân ý thành công một tháng sau khi cuộc khủng hoảng con tin bắt đầu.
Cuộc khủng hoảng có tác động chia rẽ phe đối lập thành hai nhóm - phe cấp tiến ủng hộ vụ bắt giữ con tin và phe ôn hòa phản đối. Vào ngày 23 tháng 2 năm 1980, Khomeini tuyên bố Majlis của Iran sẽ quyết định số phận của các con tin đại sứ quán Mỹ và yêu cầu Hoa Kỳ giao nộp Shah để xét xử ở Iran vì tội ác chống lại quốc gia. Mặc dù vài tháng sau, Shah qua đời, nhưng trong suốt mùa hè, cuộc khủng hoảng vẫn tiếp diễn.
Khomeini tin tưởng vào sự thống nhất và đoàn kết của người Hồi giáo và việc xuất khẩu cuộc cách mạng của ông ra khắp thế giới. Ông tin rằng người Hồi giáo Shia và (nhiều hơn đáng kể) người Hồi giáo Sunni nên "đoàn kết và đứng vững trước các cường quốc kiêu ngạo và phương Tây." "Thành lập nhà nước Hồi giáo trên toàn thế giới thuộc về các mục tiêu lớn của cuộc cách mạng." Ông tuyên bố tuần sinh của Muhammad (tuần từ ngày 12 đến ngày 17 của Rabi' al-awwal) là tuần Thống nhất. Sau đó, ông tuyên bố ngày thứ Sáu cuối cùng của tháng Ramadan là Ngày Quds vào năm 1981.

### Chiến tranh Iran — Iraq
Chi tiết:Chiến tranh Iraq –Iran
Ngay sau khi lên nắm quyền, Khomeini bắt đầu kêu gọi các cuộc cách mạng Hồi giáo trên khắp thế giới Hồi giáo, bao gồm cả nước láng giềng Ả Rập của Iran là Iraq, quốc gia lớn duy nhất bên cạnh Iran với đa số dân là người Shia. Đồng thời, Saddam Hussein, nhà lãnh đạo Ba'athist theo chủ nghĩa dân tộc Ả Rập thế tục của Iraq, háo hức lợi dụng quân đội suy yếu của Iran và (điều mà ông ta cho là) sự hỗn loạn cách mạng, và đặc biệt là để chiếm tỉnh Khuzestan giàu dầu mỏ liền kề của Iran, và để làm suy yếu các nỗ lực cách mạng Hồi giáo Iran nhằm kích động đa số Shi'a của đất nước mình.

Saddam Hussein: Tổng thống Iraq

Tháng 9 năm 1980, Iraq tiến hành một cuộc xâm lược toàn diện vào Iran, bắt đầu Chiến tranh Iran–Iraq (tháng 9 năm 1980 – tháng 8 năm 1988). Sự kết hợp giữa sự kháng cự quyết liệt của người Iran và sự kém cỏi về quân sự của các lực lượng Iraq đã sớm ngăn cản bước tiến của Iraq và, bất chấp việc Saddam bị quốc tế lên án việc sử dụng khí độc, Iran đã giành lại gần như toàn bộ lãnh thổ bị mất vào đầu năm 1982. Cuộc xâm lược đã tập hợp những người Iran ủng hộ chế độ mới, nâng cao tầm vóc của Khomeini và cho phép ông củng cố và ổn định vai trò lãnh đạo của mình. Sau sự đảo ngược này, Khomeini đã từ chối lời đề nghị đình chiến của Iraq, thay vào đó yêu cầu bồi thường thiệt hại và lật đổ Saddam Hussein khỏi quyền lực. Năm 1982, có một âm mưu đảo chính quân sự chống lại Khomeini.
Mặc dù dân số và nền kinh tế của Iran lớn gấp ba lần Iraq, nhưng Iraq được hỗ trợ bởi các quốc gia Ả Rập vùng Vịnh Ba Tư láng giềng, cũng như Khối Xô Viết và các nước phương Tây. Người Ả Rập ở Vịnh Ba Tư và phương Tây muốn chắc chắn rằng cuộc cách mạng Hồi giáo không lan rộng khắp Vịnh Ba Tư, trong khi Liên Xô lo ngại về mối đe dọa tiềm ẩn đối với sự cai trị của họ ở Trung Á ở phía bắc. Tuy nhiên, Iran có một lượng lớn đạn dược do Hợp chủng quốc Hoa Kỳ cung cấp trong thời đại của Shah và Hoa Kỳ đã buôn lậu trái phép vũ khí sang Iran trong những năm 1980 bất chấp chính sách chống phương Tây của Khomeini (xem vụ Iran-Contra).
Trong chiến tranh, người Iran đã sử dụng các cuộc tấn công bằng làn sóng người (những người sắp chết kể cả binh lính trẻ em) vào Iraq, với lời hứa của anh ta rằng họ sẽ tự động lên thiên đường—al Janna— nếu họ chết trong trận chiến, và anh ta theo đuổi chiến thắng ở Iran–Iraq Chiến tranh mà cuối cùng đã chứng minh vô ích. Đến tháng 3 năm 1984, hai triệu công dân có học thức cao nhất của Iran đã rời khỏi đất nước.
Đã có 450.000 đến 950.000 người Iran tử vong và 300 tỉ USD

### Fatwa chống lại vũ khí hóa học
Trong một cuộc phỏng vấn với Gareth Porter, Mohsen Rafighdoost, bộ trưởng trong thời kỳ chiến tranh 8 năm của Lực lượng Vệ binh Cách mạng Hồi giáo, đã tiết lộ Khomeini đã phản đối đề xuất của ông về việc bắt đầu nghiên cứu cả vũ khí hạt nhân và hóa học bằng một đạo luật chưa bao giờ được công khai trong chi tiết về thời gian và cách thức nó được ban hành.

## Iran dưới thời Khomeini

### Quyền phụ nữ
Trong một bài phát biểu vào ngày 1 tháng 2 năm 1979 trước một đám đông khổng lồ sau khi trở về Iran từ cuộc sống lưu vong, Khomeini đã đưa ra nhiều lời hứa với người Iran về chế độ Hồi giáo sắp tới của ông: một chính phủ được bầu cử phổ thông sẽ đại diện cho người dân Iran và các giáo sĩ sẽ theo đó. không can thiệp. Ông hứa rằng "không ai phải trở thành người vô gia cư ở đất nước này" và người Iran sẽ có điện thoại miễn phí, hệ thống sưởi, điện, dịch vụ xe buýt và dầu miễn phí ngay trước cửa nhà họ.
Dưới sự cai trị của Khomeini, Sharia(luật Hồi giáo) đã được đưa ra, với quy định về trang phục Hồi giáo được Lực lượng Vệ binh Cách mạng Hồi giáo và các nhóm Hồi giáo khác thi hành đối với cả nam và nữ. Phụ nữ phải che tóc và đàn ông bị cấm mặc quần đùi. Đồ uống có cồn, hầu hết các bộ phim phương Tây, và việc đàn ông và phụ nữ bơi lội hoặc tắm nắng cùng nhau đều bị cấm. Chương trình giáo dục của Iran đã bị Hồi giáo hóa ở mọi cấp độ với cuộc Cách mạng Văn hóa Hồi giáo; "Ủy ban Hồi giáo hóa các trường đại học" đã thực hiện triệt để việc này. Việc phát sóng bất kỳ loại nhạc nào khác ngoài võ thuật hoặc tôn giáo trên đài phát thanh và truyền hình Iran đã bị Khomeini cấm vào tháng 7 năm 1979. Lệnh cấm kéo dài 10 năm (khoảng phần đời còn lại của ông).
Theo Janet Afari, "chế độ mới thành lập của Ayatollah Khomeini đã nhanh chóng đàn áp những người ủng hộ nữ quyền, các nhóm thiểu số sắc tộc và tôn giáo, những người theo chủ nghĩa tự do và cánh tả - tất cả đều nhân danh đạo Hồi."
Khomeini đã nhận được sự ủng hộ tích cực và rộng rãi của quần chúng nữ trong thời kỳ lật đổ Shah và việc ông trở về quê hương sau đó, ủng hộ việc đưa phụ nữ vào mọi lĩnh vực của cuộc sống và thậm chí đưa ra giả thuyết về một người phụ nữ đứng đầu nhà nước. Tuy nhiên, khi trở lại, quan điểm của ông về quyền phụ nữ đã có những thay đổi mạnh mẽ. Khomeini đã thu hồi luật ly hôn năm 1967 của Iran, coi bất kỳ cuộc ly hôn nào được cấp theo luật này là không hợp lệ. Tuy nhiên, Khomeini ủng hộ quyền ly hôn của phụ nữ theo luật Hồi giáo cho phép. Khomeini khẳng định lại quan điểm truyền thống về hiếp dâm trong luật Hồi giáo, trong đó cưỡng hiếp bởi vợ hoặc chồng không tương đương với hiếp dâm hoặc zina, tuyên bố "một người phụ nữ phải đầu hàng chồng mình vì bất kỳ niềm vui nào".

### Quyền LGBT
Ngay sau khi lên làm lãnh đạo tối cao vào tháng 2 năm 1979, Khomeini đã áp đặt hình phạt tử hình đối với những người đồng tính luyến ái. Từ tháng 2 đến tháng 3, 16 người Iran đã bị xử tử vì các tội liên quan đến xâm phạm tình dục. Khomeini cũng thành lập "Tòa án Cách mạng". Theo nhà sử học Ervand Abrahamian, Khomeini khuyến khích các tòa án giáo sĩ tiếp tục thực hiện phiên bản Shari'a của họ. Là một phần của chiến dịch "làm trong sạch" xã hội, các tòa án này đã xử tử hơn 100 người nghiện ma túy, gái mại dâm, đồng tính luyến ái, hiếp dâm và ngoại tình với tội danh "gieo rắc tham nhũng trên trái đất". Theo tác giả Arno Schmitt, "Khomeini khẳng định rằng 'những người đồng tính luyến ái' phải bị tiêu diệt vì họ là những kẻ ăn bám và làm băng hoại quốc gia bằng cách truyền bá 'vết nhơ xấu xa'". Năm 1979, ông tuyên bố rằng việc xử tử những người đồng tính luyến ái (cũng như như gái điếm và kẻ ngoại tình) là hợp lý trong một nền văn minh đạo đức theo nghĩa giống như cắt bỏ lớp da mục nát.

## Qua đời và tang lễ
Sức khỏe của Khomeini dần suy giảm vài năm trước khi ông qua đời, trải qua 11 ngày điều trị tại bệnh viện Jamaran, Ruhollah Khomeini qua đời vào ngày 3 tháng 6 năm 1989, sau 5 cơn đau tim trong 10 ngày ở tuổi 89. Hàng triệu người dân Iran đã xuống đường để công khai thương tiếc cho cái chết của ông. Ước tính đã có 10 người bị giẫm đạp đến chết và 400 người bị thương trong cuộc hỗn loạn
Đám tang thứ 2 đã được tổ chức với an ninh nghiêm ngặt hơn. Lần này, quan tài của Khomeini được làm bằng thép, quan tài chỉ được dùng để chởi đến nơi chôn cất theo truyền thống Hồi giáo. Khomeini hiện được chôn cất trong lăng mộ Ayatollah Khomeini

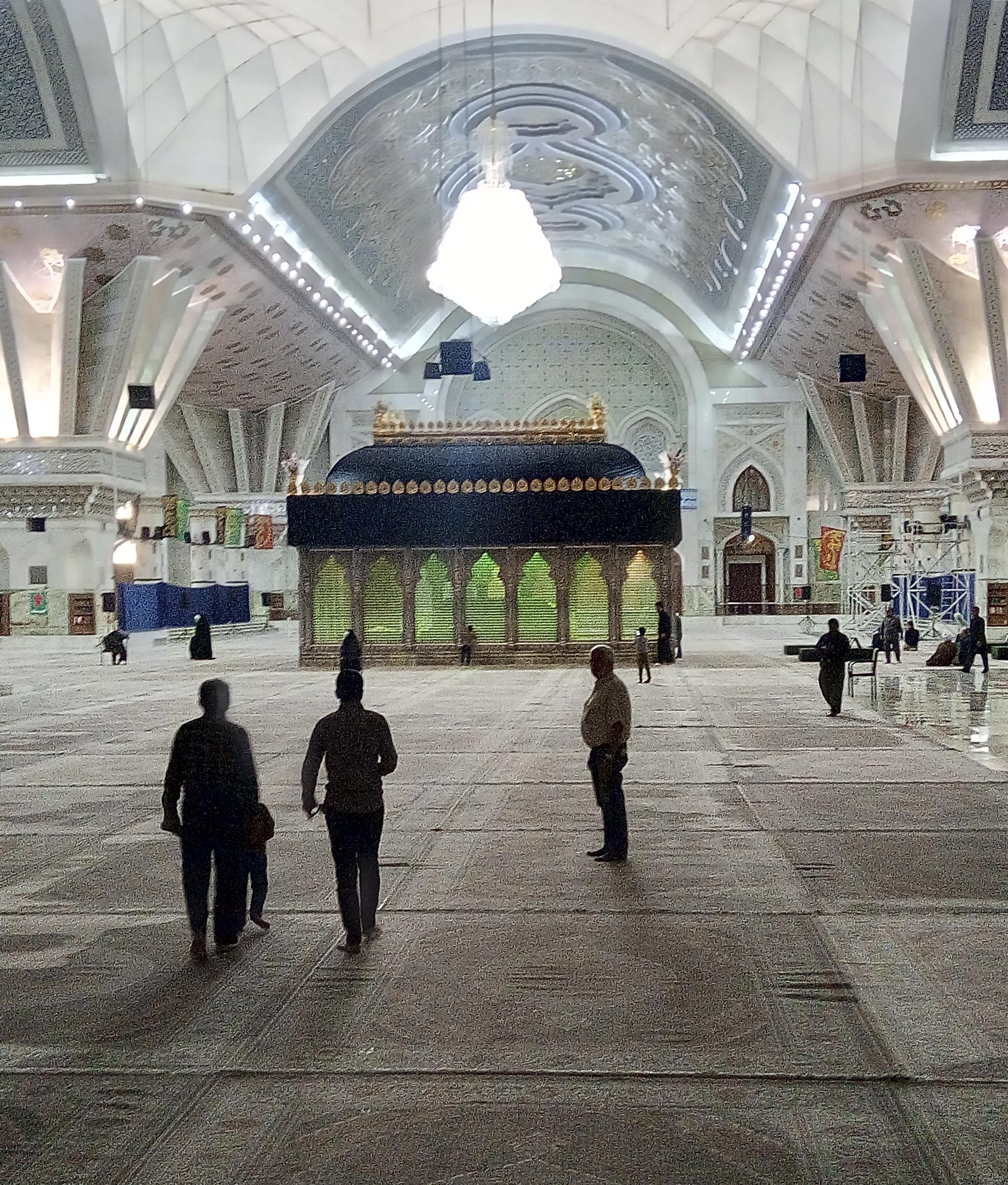
Mộ của Khomeini trong lăng

## Kế vị
Grand Ayatollah Hussein-Ali Montazeri, một học trò cũ của Khomeini và là một nhân vật quan trọng của Cách mạng, đã được Khomeini chọn làm người kế nhiệm ông với tư cách là Lãnh đạo tối cao và được Hội đồng Chuyên gia phê chuẩn vào tháng 11 năm 1985. Nguyên tắc velayat-e faqih và hiến pháp Hồi giáo kêu gọi Nhà lãnh đạo tối cao trở thành một marja (một ayatollah vĩ đại), và trong số hàng tá ayatollah vĩ đại sống vào năm 1981, chỉ có Montazeri đủ điều kiện trở thành Nhà lãnh đạo tiềm năng (điều này là do chỉ có ông ta hoàn toàn chấp nhận khái niệm của Khomeini về cai trị bởi các luật gia Hồi giáo,[nguồn không đáng tin cậy?] hoặc, như ít nhất một nguồn khác đã nêu, bởi vì chỉ Montazeri mới có "thông tin chính trị" mà Khomeini thấy phù hợp với người kế vị ông). Vụ hành quyết Mehdi Hashemi vào tháng 9 năm 1987 với tội danh hoạt động phản cách mạng là một đòn giáng mạnh vào Ayatollah Montazeri, người đã biết Hashemi từ thời thơ ấu của họ. Năm 1989, Montazeri bắt đầu kêu gọi tự do hóa, tự do cho các đảng phái chính trị. Sau khi chính phủ Hồi giáo hành quyết hàng nghìn tù nhân chính trị, Montazeri nói với Khomeini: "Nhà tù của các bạn còn tồi tệ hơn nhiều so với nhà tù của Shah và SAVAK của ông ta." Sau khi lá thư phàn nàn của ông bị rò rỉ sang châu Âu và được phát sóng trên đài BBC, Khomeini giận dữ đã phế truất ông vào tháng 3 năm 1989 khỏi vị trí người kế vị chính thức. Chân dung của ông đã bị xóa khỏi văn phòng và nhà thờ Hồi giáo.
Để đối phó với việc loại bỏ marja phù hợp duy nhất, Khomeini đã kêu gọi triệu tập một 'Hội đồng sửa đổi Hiến pháp'. Một sửa đổi đã được thực hiện đối với hiến pháp của Iran, loại bỏ yêu cầu Lãnh đạo tối cao phải là một Marja và điều này cho phép Ali Khamenei, luật gia mới được ưu ái, người có bằng cấp cách mạng phù hợp nhưng thiếu học thuật và không phải là Grand Ayatollah, được chỉ định làm người kế vị. Ayatollah Khamenei được Hội đồng chuyên gia bầu làm Lãnh đạo tối cao vào ngày 4 tháng 6 năm 1989. Đại Ayatollah Hossein Montazeri tiếp tục chỉ trích chế độ và năm 1997 bị quản thúc tại gia vì đã thẩm vấn điều mà ông cho là một quy tắc vô trách nhiệm do nhà lãnh đạo tối cao thực hiện.

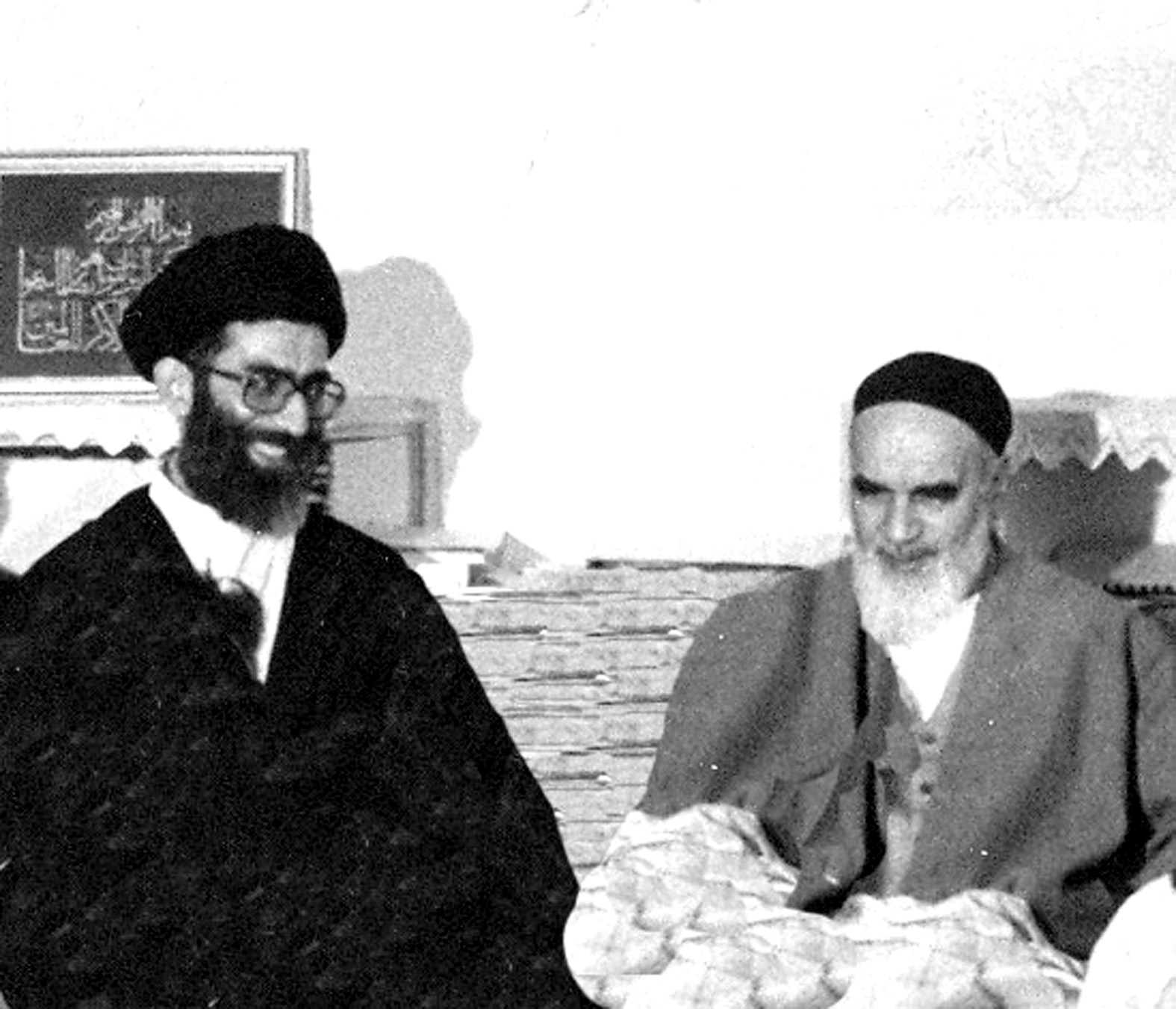
Khomeini và Ali Khamenei người kế nhiệm ông

## Cuộc sống cá nhân
Năm 1929, Khomeini kết hôn với Khadijeh Saqafi, con gái của một giáo sĩ ở Tehran. Một số nguồn cho rằng Khomeini kết hôn với Saqafi khi cô mới 10 tuổi, trong khi những nguồn khác cho rằng cô mới 15 tuổi. Nhìn chung, cuộc hôn nhân của họ rất hòa thuận và hạnh phúc. Cô ấy mất năm 2009. Họ có bảy người con, mặc dù chỉ có năm người sống sót khi còn nhỏ. Các con gái của ông đều kết hôn trong các gia đình thương gia hoặc giáo sĩ, và cả hai con trai của ông đều đi tu. Mostafa, con trai cả, qua đời năm 1977 khi đang sống lưu vong ở Najaf, Iraq cùng với cha mình và những người ủng hộ cha ông đồn đại rằng ông đã bị SAVAK sát hại. Ahmad Khomeini, qua đời năm 1995 ở tuổi 50, cũng bị đồn đại là nạn nhân của trò chơi xấu, nhưng dưới bàn tay của chế độ. Có lẽ "cô con gái nổi bật nhất" của ông, Zahra Mostafavi, là giáo sư tại Đại học Tehran, và vẫn còn sống.

## Hình ảnh công chúng

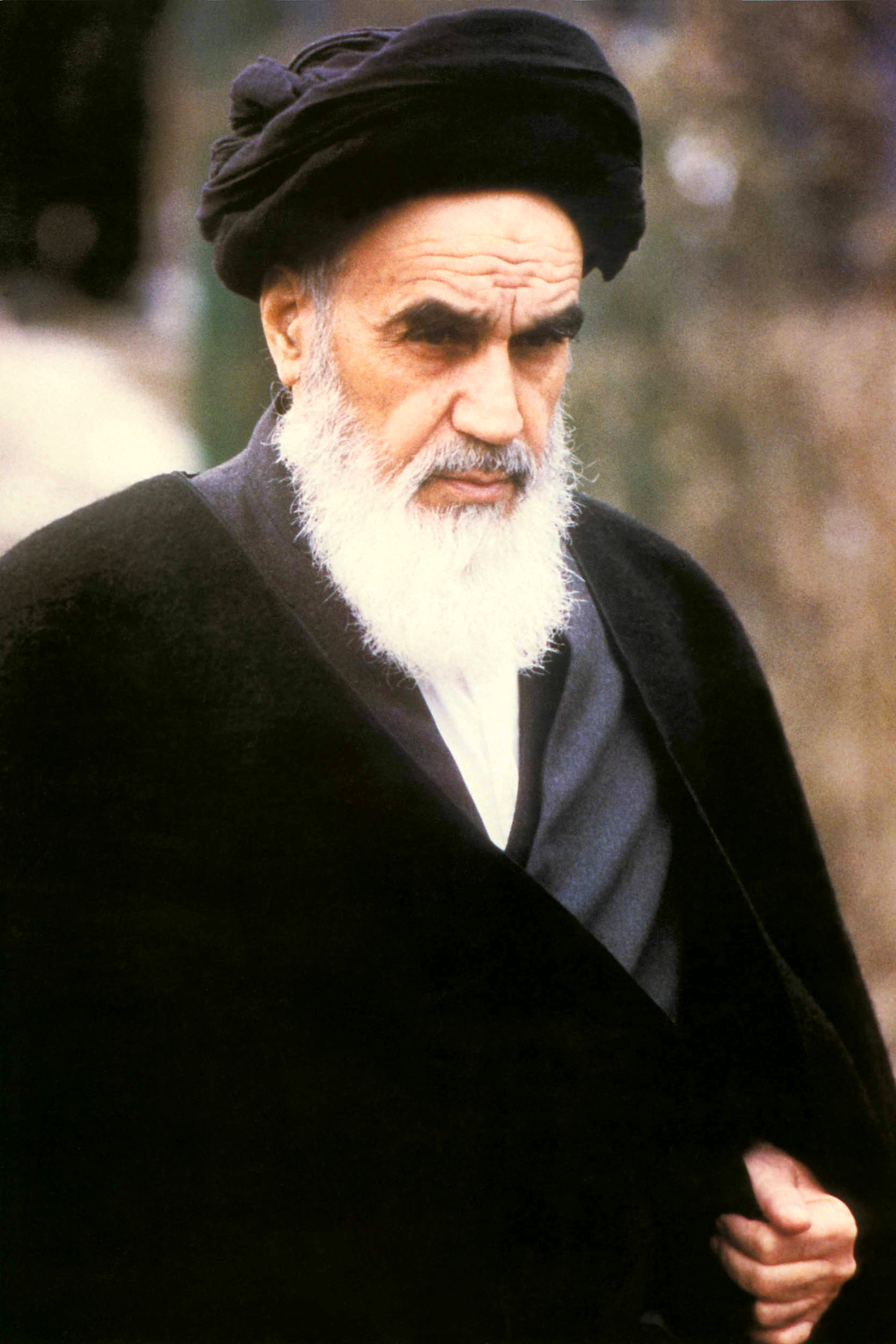
Khomeini vào năm 1980

Khomeini cũng được biết đến với tính cách xa cách và thái độ khắc khổ. Anh ta được cho là đã có "sự ngưỡng mộ, kính sợ và sợ hãi khác nhau từ những người xung quanh." Việc anh ấy di chuyển "qua các sảnh của madresehs không bao giờ mỉm cười với bất kỳ ai hay bất cứ thứ gì; việc anh ấy phớt lờ khán giả khi giảng dạy, đã góp phần tạo nên sức hút của anh ấy."
Khomeini tuân thủ niềm tin truyền thống về luật học vệ sinh Hồi giáo cho rằng những thứ như nước tiểu, phân, máu, rượu và cả những thứ không theo đạo Hồi là một số trong mười một thứ "không trong sạch" theo nghi thức mà tiếp xúc cơ thể khi ướt cần phải rửa theo nghi lễ hoặc Ghusl trước khi cầu nguyện hoặc salat. Anh ta được cho là đã từ chối ăn hoặc uống trong nhà hàng trừ khi anh ta biết chắc chắn người phục vụ là người Hồi giáo.

## Tác phẩm
● Hokumat - e Islami: Ve layat - e faqih(Islamic Government: Governance of the Jurist
●The little Green Book: A sort of manifesto of Khomeini's political thought
● Forty Hadith [316](Forty Tranditions)
● Adab as Salat[317](The Disciplines of prayers)
● Jihade Akbar [318](The Greater Struggle)
● Tahrir al-Wasilah
● Kashf al-Asrar